# Il cavaliere senza terra
Il cavaliere senza terra è un film d'avventura del 1959 diretto da Giacomo Gentilomo.

## Trama
Il conte Riziero è pronto ad ospitare il re di Francia in visita nelle sue terre. In realtà egli progetta di ucciderlo a tradimento e di prenderne il potere. Nella sua dimora tiene prigioniera la bella Laura, che il capitano di ventura Rolando vorrebbe liberare. Rolando tenta un assalto di sorpresa, ma fallisce. Al secondo tentativo la sorte si volge in suo favore, ma l'intervento di alcuni complici di Riziero compromette ancora una volta il risultato e Rolando viene fatto prigioniero. L'arrivo del re di Francia sembra segnare la vittoria del malvagio conte, ma Rolando, cavaliere senza terra, riesce a liberarsi, salva la vita al re uccidendo l'avversario e può finalmente unirsi con Laura.